# 慢性膵炎
慢性膵炎（まんせいすいえん、英語: Chronic pancreatitis）は慢性的に膵臓に炎症をきたすことで生じる膵炎のこと。膵線維化と膵管狭窄を伴う永続的な形質的障害を引き起こし、ホルモン分泌機能の減退が生じる。初期症状は繰り返す上腹部痛発作。進行し回復不可能な膵臓不全になると痛みは無くなり膵性糖尿病や栄養の吸収障害による体重減少、脂肪便などの症状を呈する。また、インスリン分泌低下による耐糖能低下は全ての病期で出現する可能性がある。2002年の調査によれば性比は、男性 2.8 に対し女性 1 と男性に多い。

## 要因
飲酒と喫煙が最大の要因。その他に関しては以下のものがある。欧米では「TIGAR-O Classification System（TIGAR-O分類）」による要因分類が広く用いられている。
- 飲酒[4]
- 喫煙
- 高カルシウム血症（副甲状腺機能亢進症など）
- 脂質異常症
- 慢性腎不全
- 薬剤（フェナセチン、ジブチルスズ(DBTC)）
- 遺伝性（cationic trypsinogen転移、PRSS1転移、CFTR転移、SPINK1転移）
- 自己免疫性
- 急性膵炎後
- 膵管閉塞（外傷後、腫瘍、）

## 臨床像
原因から、アルコール性慢性膵炎と非アルコール性慢性膵炎（特発性、遺伝性、家族性など）に分類される。また、病期は代償期、移行期、非代償期の3つに分けられる。
代償期の初期症状は、急性膵炎の繰り返しによる上腹部、心窩（みぞおち）や背部の断続的な鈍い痛み、或いは、激しい腹痛を数ヶ月後毎に繰り返す。体内では正常な細胞が壊れて組織線維化、膵管の変形、狭窄、萎縮が徐々に進行する。この腹痛は、7年から8年ぐらい経過すると次第に軽くなり移行期に移る。移行期から非代償期に起こる痛みの減弱は、組織線維化や結石により状態が悪化し膵臓機能が回復不能な状態に遷移した為に炎症が軽減することによる。なお、特徴的な腹痛発作が無いまま症状が進行する無症候性の慢性膵炎も報告されている。
非代償期には、食欲低下、下痢、栄養吸収機能の低下や糖尿病（膵性糖尿病）による体重減少などの膵臓機能不全に伴う症状が現れる。非代償期に特徴的な下痢便は脂肪便と呼ばれ、消化酵素の分泌低下により脂肪やたんぱく質の消化吸収不良が原因である。消化吸収不良は栄養吸収能の低下であり直接的に体重低下を起こし、脂肪の吸収不良から脂溶性ビタミン(A, D, E, K)の欠乏症にもつながる。

## 膵性糖尿病患者の特徴
膵炎低下にともなう膵性糖尿病の特徴
1. 痩せが多い．
2. 高脂血症の合併が少ない．
3. 初期にはインスリン抵抗性が存在するが，膵炎 進行にともなうグルカゴン分泌低下につれて感受性となる．
4. 膵性糖尿病でも糖尿病性細小血管合併症の頻度は 2型糖尿病と変わらない．
5. インスリン治療群が多いが，高度慢性膵炎では グルカゴン分泌欠落により低血糖を惹起しやすく，少量でコントロール可能である．
6. 慢性膵炎による消化吸収障害のため血糖コントロールが見かけ上良好で，その改善にともない 糖尿病のコントロールは悪化することがある

### 病態分類
- 石灰化慢性膵炎[1]
- 閉塞性慢性膵炎[1]
- 自己免疫性慢性膵炎[1]

### 合併症
- 仮性嚢胞の形成[1]
- 胆管および十二指腸の閉塞[1]
- 膵管の断裂（腹水または胸水の原因のひとつ）[1]
- 脾静脈血栓症（胃静脈瘤の原因のひとつ）[1]
- 膵臓に近い動脈の仮性動脈瘤または仮性嚢胞[1]
- 膵腺癌の発症リスクが上昇[1]

## 診断
問診を含む以下の6つの項目により、確定診断される。
1. 特徴的な画像所見。CT、MRCP（磁気共鳴胆管膵管造影）、腹部エコー、超音波内視鏡、ERCP（内視鏡的逆行性膵胆管造影）の検査による
2. 特徴的な組織所見
3. 反復的な上腹部痛み
4. 血液または尿の膵酵素の異常
5. 膵外分泌障害
6. 1日80ｇ以上（純エタノール換算）の持続する飲酒歴

### 鑑別疾患
- 膵癌、膵管内乳頭粘液性腫瘍(IPMN)[5]

## 検査
血中および尿中の膵臓関連酵素の値を使用した重症度と病期判定は行わない。ブドウ糖負荷試験などの耐糖能検査は病期判定の有力な要素である。

### 血液検査
複数種類の結果から総合的に判断される。
- 外分泌機能低下
  - セクレチン負荷試験にて膵液量・重炭酸・アミラーゼの分泌低下
  - BT-PABA試験にて尿中PABA低下
  - 便中エラスターゼ1測定
  - 13CBz-Tyr-Ala呼気試験
- 内分泌機能低下
  - 糖尿病の併発
- 腫瘍マーカー[1]
  - CA 19-9、癌胎児性抗原(CEA)
- 遺伝子検査[5]
  - カチオニックトリプシノーゲン遺伝子(PRSS1)
  - なお、有用性の根拠が不十分（FTR遺伝子、膵分泌性トリプシンインヒビター遺伝子(SPINK1)解析）[5]

### 画像検査
画像検査で膵の石灰化像を認めることで確定される。
- 腹部レントゲン・CT検査

膵の石灰化像
- 腹部超音波検査

膵管内に結石像

## 治療
各症状に対する対症療法と生活習慣改善を含む食事療法が行われる。結石による閉塞性慢性膵炎の場合、衝撃波を利用した結石破砕療法や膵管に対し外科的療法が行われる事もある。
膵酵素の補充
インスリン投与、消化酵素剤投与
疼痛
薬物による治療は疼痛のコントロールが主体となる。
食事
- 病期（病態）に合わせた栄養療法が必要。低脂肪食（脂肪量 25g/日未満）。但し、一律的な低脂肪食の適用には否定的な見解がある。栄養不良を防止する為、薬物療法との併用で、脂肪量 30g/日を超える食事も可能である。更に、高血糖を回避する為の制限食は行わない。
- 禁酒 - 余命に大きく影響するため必須。